# Joseph Späth

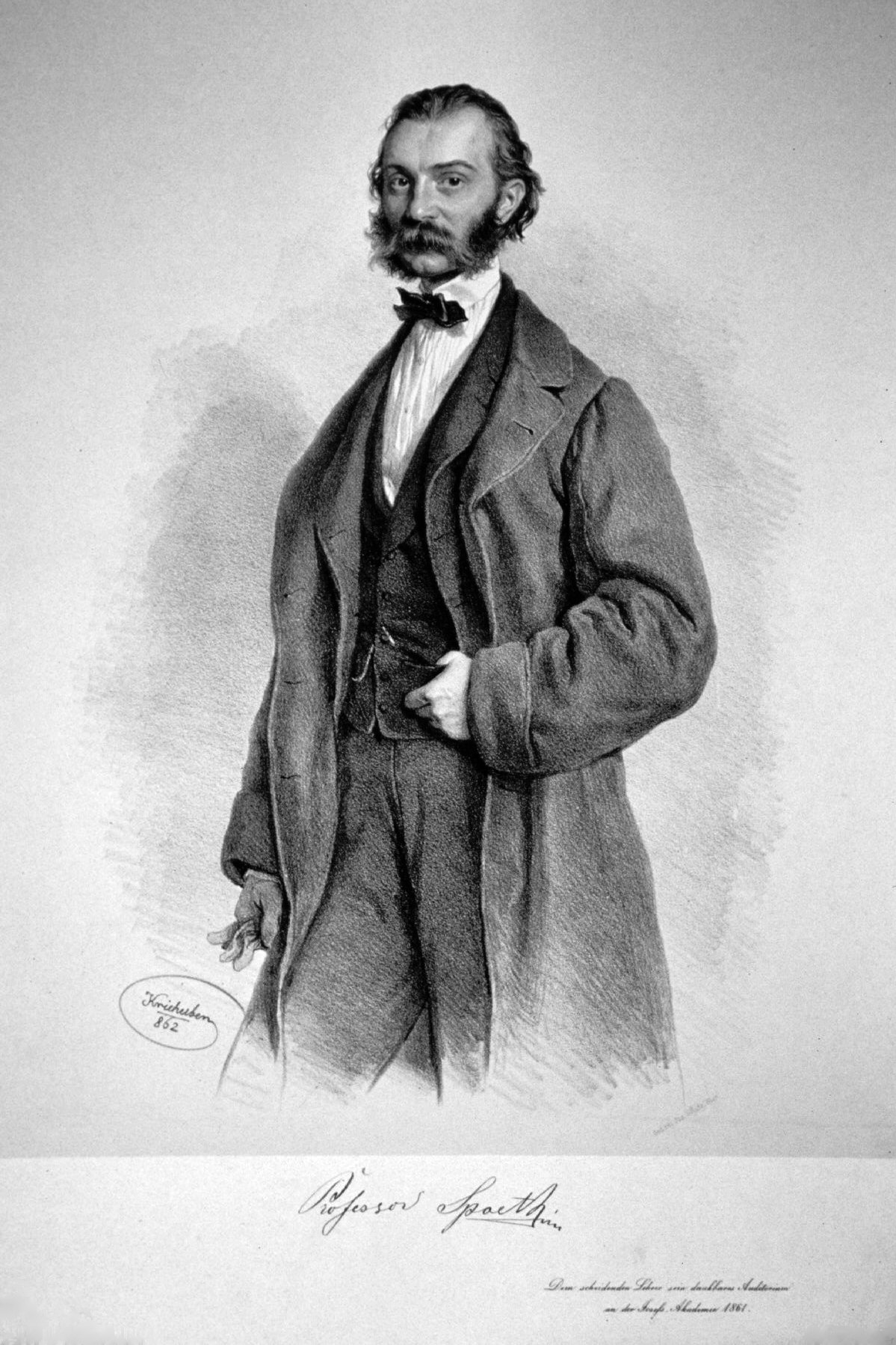
Joseph Späth, Lithographie von Josef Kriehuber, 1862

Joseph Späth (* 13. März 1823 in Bozen; † 29. März 1896 in Wien) war ein österreichischer Gynäkologe.
Späth studierte ab 1844 in Wien Medizin und promovierte 1849. Außerdem war er Magister der Geburtshilfe. Nach dem Studium war er von 1849 bis 1850 Assistent von Johann Baptist Chiari und ging anschließend zur Gebärklinik für Hebammen, wo er bis 1854 arbeitete. Im Jahr 1858 wurde er an der Wiener Universität habilitiert. Nachdem er bereits seit 1855 am Wiener Josephinum gelehrt hatte, folgte er 1861 dem Ruf der Universität Wien, wo er die neu errichtete 2. geburtshilflich-gynäkologische Klinik übernahm. Außerdem war er später Dekan und Rektor der Universität. Nachdem er 1886 infolge eines schon mehrjährig existierenden Augenleidens erblindete, legte er die Direktion der Klinik nieder.
Im Jahr 1953 wurde in Wien-Donaustadt (22. Bezirk) die Späthgasse nach ihm benannt.

## Werke
- mit Chiari und Karl Braun: „Klinik der Geburtshülfe und Gynäkologie“, Erlangen 1855
- „Compendium der Geburtshülfe für Studirende“, 1857
- „Lehrbuch der Geburteshülfe für Hebammen“, 1869, 3. Aufl. 1880
- „Statistische und historische Rückblicke auf die Vorkommnisse des Wiener Gebärhauses während der letzten 30 Jahre“, Wien 1864
- mit Carl Wedl: „Ueber mehrere Anomalien der die Frucht umgebenden Eitheile“, 1851
- „Ueber das Zerreißen der Nabelschnur in gerichtlich medicinischer Beziehung“, 1852
- „Geschichte und Beschreibung eines Beckens mit Verschiebung des letzten Lendenwirbels nach Vorn“, 1854
- „Studien über Zwillinge“, 1860
- „Sanitäts-Verhältnisse der Wöchnerinnen 1863 an der Geburtsklinik für Hebammen in Wien“, 1863